# Schefflera monophylla
Schefflera monophylla är en araliaväxtart som först beskrevs av John Gilbert Baker, och fick sitt nu gällande namn av Luciano Bernardi. Schefflera monophylla ingår i släktet Schefflera och familjen araliaväxter.
Artens utbredningsområde är Madagaskar. Inga underarter finns listade.